# The Amazing Maurice and His Educated Rodents
El meravellós Maurice i els seus rosegadors il·lustrats (en anglès, The Amazing Maurice and His Educated Rodents) és la novel·la que fa 28 a la saga del Discworld de Terry Pratchett (2001). És una novel·la independent per públic més infantil. Guanyador del Premi a la Medalla Carnegie 2001.

## Argument
El Maurici és un gat que gràcies a una descàrrega màgica de la UI pot parlar i pensar clarament. Passa uns ratolins i rates pel mateix procés, fent que tots parlin i siguin raonables. Busquen un flautista, i es dediquen a assaltar pobles parodiant el que hauria pogut ser una explicació lògica al Flautista d'Hamelín.

## Edicions en català
- El meravellós Maurice i els seus rosegadors il·lustrats, traduïda per Ernest Riera, Mai Més Llibres, 2023. ISBN 978-84-126144-6-6[1]